# تروژن
تروژن (به لاتین: Trogen) یک بخش در کشور سوئیس است که در کانتون آپنتسل آوسرهودن واقع شده‌است. تروژن ۱٬۶۸۸ نفر جمعیت دارد.